# Erland Richter
Erland Wilhelm Richter, född den 3 februari 1869 i Kristianstad, död den 16 augusti 1943 i Stockholm, var en svensk frälsningsofficer, redaktör och författare.

## Biografi
Föräldrar var handlanden August och Augusta Richter. Han var officer i Frälsningsarmén sedan 1890 och redaktör bland annat för Stridsropet 1907–1918. Under åren 1919–1924 vistades Richter i Massachusetts, USA där han verkade som tidningsman. Erland Richter är begravd på Norra begravningsplatsen utanför Stockholm.

## Psalmer
- Finns det kraft uti källan av blod
- Hjärtan är det världen kräver
- Juleljusen härligt glimmar
- Kom, o, helge Ande, kom
- Tag mitt liv och helga mig

### Skönlitteratur
- Kära släkten i U.S.A. Stockholm: Bohlin. 1923. Libris 8220749
- Flickan från fjorden. Stockholm: Lindqvist. 1934. Libris 8219152
- Kapten Elsa : romantiserad skildring mot levande bakgrund. Stockholm: Lindqvist. 1936. Libris 8219300
- Sameflickan : skildringar från vaknande ödemarker och snötäckta fjäll. Stockholm: Lindqvist. 1939. Libris 1375491

### Varia
- I missionärens spår : intryck och iakttagelser under en resa i Frälsningsarméns tjänst genom Indien, Japan och Korea. Stockholm: Frälsningsarmén. 1915. Libris 8222668
- Indiska dagar och nätter : minnen och rön från en resa till och i sagolandet. Uppsala: Lindblad. 1919. Libris 8222930
- Bjällror av guld och andra rättframma, enkla tal. Stockholm: Lindqvist. 1937. Libris 8219298